# Нора К. Джемісін
Н. K. Джемісін (Нора Джемісін, англ. Nora Jemisin) — американська письменниця-фантастка і блоґерка. 2010 року її дебютний роман «Сто тисяч королівств» (англ. The Hundred Thousand Kingdoms) був номінований на премію Неб'юла, Г'юґо та Всесвітньої премії фентезі, і здобув премію Локус у номінації «Дебютний роман».

## Життєпис
Народилася в Айова-Сіті, штат Айова. Дитинство пройшло в Нью-Йорку та Мобілі (Алабама). Джемісін вчилася в університеті Тулейн з 1990 по 1994 рік, де здобула бакалаврський в психології. Продовжувала вивчати консультування і закінчила магістратуру з освіти в Університеті штату Меріленд.
Живе і працює в Брукліні, Нью-Йорк.
Двоюрідний брат — комік та телеведучий В. Камау Белл.

## Письменницька кар'єра
Кар'єру письменниці розпочала в 2002 році, написавши кілька оповідань і романів.
Дебютний роман «Сто тисяч королівств» був номінований в 2010 році на премію Неб'юла в категорії «Найкращий роман». У 2011 році номінувалася на премії: Г'юґо, Всесвітню премію фентезі і Локус (перемога в номінації «За найкращий дебютний роман»).
У 2016 році роман «П'ята пора» з циклу «Розламана Земля» отримав премію Г'юґо за найкращий роман. Продовження циклу — роман «Брама обелісків» — став переможцем Г'юґо у 2017 році. Третій роман в серії — «Кам'яні Небеса» — отримав в 2018 році всі три головні премії для авторок та авторів фантастичних творів: Локус, Г'юґо та Неб'юла.
У 2019 у видавництві "Новий Акрополь" вийшла книга "Кав'ярня мертвих філософів" (у співавторстві з Вітторіо Гесле).